# Jupiter-missil
PGM-19 Jupiter er et mellemdistancemissil til fremførsel af kernevåben. Missilet blev taget ud af brug i april 1963. PGM betyder at det blev opsendt fra åbne, stationære ramper.
En videreudvikling af missilet under navnet Juno II blev senere brugt af NASA til opsendelser af Pioneer-sonder til Månen.
- Wikimedia Commons har flere filer relateret til Jupiter-missil

| Våben | Spire Denne artikel om våben er en spire som bør udbygges. Du er velkommen til at hjælpe Wikipedia ved at udvide den. |